# Pulitzer-Preis 2020
Der Pulitzer-Preis 2020 war die 104. Verleihung des renommierten US-amerikanischen Literaturpreises. Die Bekanntgabe der Preisträger sollte ursprünglich am 20. April 2020 stattfinden, wurde aber aufgrund der COVID-19-Pandemie verschoben und fand am 4. Mai 2020 virtuell statt. Es wurden Preise in 22 Kategorien im Bereich Journalismus, darunter erstmals die Kategorie Audio-Reporting, und dem Bereich Literatur, Theater und Musik sowie eine Besondere Erwähnung vergeben.
Die Jury bestand aus 18 Personen unter dem Vorsitz von Robert Blau (Executive Editor bei Bloomberg News) und Steven Hahn (Geschichtsprofessor an der New York University).

## Preisträger
| Kategorie                                                  | Preisträger | Begründung |
| ---------------------------------------------------------- | --- | --- |
| Dienst an der Öffentlichkeit (Public Service)              | Anchorage Daily News mit Beiträgen von ProPublica                                                                       | Preis verliehen für die Enthüllung, dass einem Drittel der Gemeinden in Alaska keiner Polizei zugeordnet war.                                         |
| Aktuelle Berichterstattung (Breaking News Reporting)       | Mitarbeiter des Courier-Journal Louisville                                                                              | Preis verliehen für die Berichterstattung über die Begnadigungen von Todesurteilen durch den Gouverneur von Kentucky.                                 |
| Investigativer Journalismus (Investigative Reporting)      | Brian M. Rosenthal, The New York Times                                                                                  | Preis verliehen für die Berichterstattung über die Taxiindustrie in New York, die zu umfassenden Reformen und polizeilichen Ermittlungen geführt hat. |
| Hintergrundberichterstattung (Explanatory Reporting)       | Mitarbeiter der Washington Post                                                                                         | Preis verliehen für die Serie über die Auswirkung steigender Temperaturen auf den Planeten.                                                           |
| Lokale Berichterstattung (Local Reporting)                 | Mitarbeiter der Baltimore Sun                                                                                           | Preis verliehen für die Berichterstattung über die finanziellen Zusammenhänge zwischen dem Bürgermeister und dem örtlichen Krankenhaus.               |
| Berichterstattung im Inland (National Reporting)           | Dominic Gates, Steve Miletich, Mike Baker und Lewis Kamb, Seattle Times                                                 | Preis verliehen für die Aufdeckung der Konstruktionsmängel der Boeing 737 MAX.                                                                        |
| Berichterstattung im Inland (National Reporting)           | T. Christian Miller, Megan Rose und Robert Faturechi, ProPublica                                                        | Preis verliehen für die Untersuchung mehrerer Unfälle auf See bei der US-Marine.                                                                      |
| Auslandsberichterstattung (International Reporting)        | Mitarbeiter der New York Times                                                                                          | Preis verliehen für die, unter großem Risiko entstandene, Berichterstattung aus dem Umfeld von Wladimir Putin.                                        |
| Feature Writing (Feature Writing)                          | Ben Taub, The New Yorker                                                                                                | Preis verliehen für den Bericht über einen Mann der in Guantanamo Bay inhaftiert war und gefoltert wurde.                                             |
| Kommentar (Commentary)                                     | Nikole Hannah-Jones, The New York Times                                                                                 | Preis verliehen für das sehr persönliche und provokative Essay über die Versklavung von Afrikanern in der Geschichte der Vereinigten Staaten.         |
| Kritik (Criticism)                                         | Christopher Knight, Los Angeles Times                                                                                   | Preis verliehen für die Kritik an der Umgestaltung des LA County Museum of Art.                                                                       |
| Leitartikel (Editorial Writing)                            | Jeffery Gerritt, Palestine Herald-Press                                                                                 | Preis verliehen für einen Leitartikel über Insassen, die noch vor dem Prozess in einem kleinen Gefängnis in Texas ums Leben kamen.                    |
| Karikatur (Editorial Cartooning)                           | Barry Blitt, The New Yorker                                                                                             | Preis verliehen für die Karikaturen und Aquarelle, die die Arbeit von Trump im Weißen Haus aufs Korn nehmen.                                          |
| Aktuelle Fotoberichterstattung (Breaking News Photography) | Mitarbeiter von Reuters                                                                                                 | Preis verliehen für die Fotografien der Proteste der Bürger von Hongkong.                                                                             |
| Feature-Fotoberichterstattung (Feature Photography)        | Channi Anand, Mukhtar Khan und Dar Yasin, Associated Press                                                              | Preis verliehen für die Bilder aus Kaschmir, nachdem Indien den Sonderstatus aufhob.                                                                  |
| Audio-Berichterstattung (Audio-Reporting)                  | Mitarbeiter von This American Life mit Molly O’Toole, Los Angeles Times und Emily Green, freie Mitarbeiterin, Vice News | Preis verliehen für die Beleuchtung der persönlichen Auswirkungen die die Mexikopolitik der Trump-Regierung verursachen.                              |

| Kategorie                                                   | Preisträger |
| ----------------------------------------------------------- | --- |
| Belletristik (Fiction)                                      | The Nickel Boys von Colson Whitehead                                                                                        |
| Theater (Drama)                                             | A Strange Loop von Michael R. Jackson                                                                                       |
| Geschichte (History)                                        | Sweet Taste of Liberty: A True Story of Slavery and Restitution in America von W. Caleb McDaniel                            |
| Biographie oder Autobiographie (Biography or Autobiography) | Sontag: Her Life and Work von Benjamin Moser                                                                                |
| Dichtung (Poetry)                                           | The Tradition von Jericho Brown                                                                                             |
| Sachbuch (General Nonfiction)                               | The End of the Myth: From the Frontier to the Border Wall in the Mind of America von Greg Grandin                           |
| Sachbuch (General Nonfiction)                               | The Undying: Pain, Vulnerability, Mortality, Medicine, Art, Time, Dreams, Data, Exhaustion, Cancer, and Care von Anne Boyer |
| Musik (Music)                                               | The Central Park Five von Anthony Davis                                                                                     |

Eine Besondere Erwähnung (Special Awards and Citations) erfuhr Ida B. Wells für ihre Berichterstattung über die Gewalt gegenüber Afroamerikanern.